# Панкратьєв Ігор Панкратійович
Ігор Панкратійович Панкратьєв (лит. Igoris Pankratjevas, нар. 9 серпня 1964, Каунас) — радянський і литовський футболіст, що грав на позиції півзахисника. По завершенні ігрової кар'єри — футбольний тренер. Очолював національну збірну Литви (2013—2015). Майстер спорту СРСР (1983), майстер спорту СРСР міжнародного класу (1987).
Виступав, зокрема, за клуб «Жальгіріс», а також національну збірну Литви.

## Клубна кар'єра
У дорослому футболі дебютував 1983 року виступами за «Жальгіріс», в якому провів сім сезонів, взявши участь у 125 матчах чемпіонату.
На початку 1990 року, після проголошення незалежності Литви, поїхав грати до Німеччини, де виступав за німецькі клуби «Вестфалія 04» та «Гессен» (Кассель), що виступали у Оберлізі, третьому за рівнем дивізіоні країни.
З літа 1991 року грав в останньому чемпіонаті СРСР за «Динамо» (Москва), зайнявши з командою 6 місце.
З початку 1992 року став виступати на батьківщині в клубі «Летувос Маккабі», зайнявши з ним також 6 місце в чемпіонаті і вигравши національний кубок, після чого влітку того ж року перейшов у «Динамо» (Київ). У вищій лізі України Панкратьєв дебютував 16 серпня 1992 року в матчі проти «Кременя» (5:0). Всього ж до кінця року зіграв за киян 9 матчів у чемпіонаті (2 голи), три гри в національному кубку і чотири у єврокубках.
На початку 1993 року став гравцем «Ниви-Борисфен», що виступала у Перехідній лізі, четвертому за рівнем дивізіоні України, де і завершив сезон.
Наступний сезон футболіст провів на батьківщині, виступаючи за «Сакалас», після чого влітку 1994 року повернувся в Україну, де знову став виступати у Вищій лізі за клуб «Зоря-МАЛС».
З початку 1995 року грав у Першій лізі за «Поділля» (Хмельницький), де провів півтора сезони, після чого сезон 1996/97 знову провів у найвищому українському дивізіоні, виступаючи за «Ниву» (Тернопіль).
Завершив професійну ігрову кар'єру у «Зорі», у складі якої вже виступав раніше, проте не зміг врятувати команду від вильоту в Другу лігу за підсумками сезону 1997/98.

## Виступи за збірну
1992 року дебютував в офіційних матчах у складі національної збірної Литви. Протягом кар'єри у національній команді, яка тривала усього 3 роки, провів у формі головної команди країни 4 матчі.

## Кар'єра тренера
Розпочав тренерську кар'єру невдовзі по завершенні кар'єри гравця, 1999 року, очоливши тренерський штаб клубу «Інкарас» (Каунас), де і працював до 2003 року.
Перед початком сезону 2005 року очолив «Атлантас», але в кінці червня несподівано покинув клуб. У серпні того ж року прийняв «Каунас» і завоював з ним Кубок Литви, однак перед останнім туром першості написав заяву про звільнення.
У 2006 році недовго очолював «Жальгіріс». Потім — молодіжну збірну Литви.
У 2008 році очолював клуб «Судува», але великих успіхів не добився.
З липня по жовтень 2009 року він був помічником Вальдаса Іванаускаса в азербайджанському «Стандарді» (Сумгаїт). Після повернення до Литви в січні 2010 року, він був призначений тренером «Жальгіріса». У сезоні 2010 року він був визнаний найкращим тренером року після здобуття з командою бронзових медалей чемпіонату.
В березні 2012 року Панкратьєв призначено помічником нового головного тренера національної збірної Литви Чаба Ласло, а після його звільнення у вересні 2013 року, Панкратьєв став спочатку в.о, а з 21 грудня 2013 року і головним тренером національної збірної Литви.

## Досягнення

### Як гравець
- Бронзовий призер чемпіонату СРСР: 1987
- Чемпіон Універсіади: 1987
- Чемпіон VIII спартакіади народів СРСР: 1983
- Володар Кубку Литви: 1992

### Як тренер
- Володар Кубку Литви: 2005
- Срібний призер Чемпіонату Литви: 2005
- Бронзовий призер Чемпіонату Литви: 2010
- Найкращий тренер року в Литві: 2010